# Scott Raynor
Scott William Raynor, Jr. (Poway, Kalifornija, SAD, 23. svibnja 1978.) je trenutno neaktivni bubnjar, najpoznatiji kao prvobitni bubnjar američkog rock sastava Blink-182. Rođen u Powayju, Kalifornija, Raynor je prvi put zasvirao bubnjere dok je još bio dijete kao ljubitelj Metallice. U dobi od 14 godina, suosnovao je Blink-182 zajedno s Tomom DeLogneom i Markom Hoppusom te je svirao u njemu do 19. godine. Kroz godine sviranja, sastav je skupio veliki broj obožavatelja te im je drugi studijski album Dude Ranch dobio zlatnu nakladu. 
Njegova prekomjerna konzumacija alkohola dovela je do problema i svađa u sastavu, zbog čega je Raynor tijekom turneje 1998. godine, izbačen iz sastava; 
Zamijenio ga je Travis Barker. Nakon što je izbačen iz sastava, Raynor je nastupao s mnogo drugih sastava te je pridonosio humanitarnoj organizaciji StandUp for Kids.

## Život i karijera
Raynor je počeo svirati bubnjeve u mladoj dobi. Prvi sastav osnovao je s 11 godina, s prijateljem Ryanom Kennedyjem kako bi nastupio na školskom natjecanju – "kao 'pokaži i reci' stvar" Raynor se kasnije prisjetio. Duo je primarno inspiriran Metallicom, ali njihov materijal je bio previše tehnički; pa su ipak odsvirali "Twist of Cain" od sastava Danzig i "London Dungeon" od sastava Misfits. Ipak, Raynorov prvi nastup bio je izvedba obrade pjesme "Vlad the Impaler" od sastava Gwar.

### Počeci glazbene karijere
Raynor je pohađao srednju školu Rancho Bernardo (RBHS). RBHS je često održavala natjecanja "Battle of the Bands" ("borbe bendova"), u kojima je Raynor aktivno sudjelovao: njegov sastav, The Necropheliacs, svirali su obradu pjesme Metallice "Creeping Death". Dok su bili na natjecanju, novi prebačeni učenik, Tom DeLonge, koji je izbačen iz srednje škole Poway jer je pijan sudjelovao u košarkaškoj utakmici, izveo je vlastitu pjesmu naziva "Who's Gonna Shave Your Back Tonight?" prepunoj dvorani. Raynora je prijatelj Paul Scott, koji je bio osnivač Raynorova sastava The Necropheliacs upoznao s DeLongeom na zabavi. Otkrili su da imaju mnogo toga zajedničkog, a DeLonge je baš tražio glazbenike s kojima bi stvarao glazbu. Ubrzo su počeli pisati pjesme u kući Raynorovih roditelja – "neobičan miks metala i punka u stilu Descendentsa" – te su prema Raynoru, prošli kroz mnogo basista. DeLonge je kasnije upoznao Marka Hoppusa u kolovozu 1992. godine, kroz prijatelja Kerryja Keyja i njegovu djevojku, Annu Hoppus. "Bili su mi urnebesni kad sam ih upoznao. Mislim, nisam imao ni vozačku dozvolu još pa sam se uglavnom družio s njima i njihovim prijateljima," rekao je Raynor. Trio je ubrzo počeo vježbati u Raynorovoj sobi (zbog čega su se susjedi konstantno žalili), koja je bila zvučno izolirana plastičnim kartonima za jaja.
Trio se konstantno družio. Išli su na punk koncerte, u kino i izvodili šale i podvale. Trio je u početku djelovao pod mnoštvom drugačijih imena, neki od kojih su bili "Duck Tape" i "Figure 8", sve dok DeLonge nije dao novo ime – "Blink". Hoppusa je kasnije njegova djevojka natjerala da izađe iz sastava, ali se ipak vratio kada su Raynor i DeLonge počeli raditi na prvom demo albumu zajedno s prijateljem Camom Joneseom. Sastav je ubrzo postao dio kruga koji je uključivao sastave kao što su Ten Foot Pole i Unwritten Law, te su s vremenom počeli biti predgrupe lokalnim sastavima koji su nastupali na SOMI, lokalno mjesto za svakoga koje su htjeli predvoditi. "Teško je to opisati, riječima, mučan miks straha i uzbuđenja koji bi me pogodio kada bih vidio red ljudi koji čekaju da počnemo svirati," rekao je Raynor.
S učestalim koncertima na SOMI, trio je privukao pozornost nezavisne diskografske kuće Cargo Music. Hoppus je bio jedini koji je potpisao ugovor, pošto je DeLonge bio na poslu, a Raynor je još bio maloljetnik. Probe za prvi studijski album Cheshire Cat bile su jedne od zadnjih proba Blinka s Raynorom, čija se obitelj preselila u Reno, Nevada. Raynor je bio sa sestrom tijekom ljeta 1993. godine kako bi vježbao za snimanje prvog studijskog albuma. Ipak, Raynor se uskoro preselio u Reno nakon snimanja te ga je zamijenio školski prijatelj Mike Krull. Sastav je uštedio novca te su tako financirali letove Raynoru na koncerte, ali se Raynor ubrzo preselio u San Diego da bi živio s Hoppusom i njegovom obitelji. Roditelji su mu dopustili da odustane od škole kako bi se posvetio sastavu, ali je ipak htio maturirati pa je nosio domaću zadaću na turneje. "Mislim da smo Mark, njegova sestra Anne i ja ostajali budni cijele noći gledajući TV emisije," prisjetio se Raynor.
"Ljeto tijekom kojeg sam živio s Markom i njegovom obitelji mi je sigurno bilo najbolje ljeto u životu do sada," rekao je Raynor 2001. godine "Otišao sam od kuće sa 17 godina, dođao u San Diego, kupili smo kombi, završili prvi video… Svi moji snovi postajali su stvarnost."

### Uspjeh i izbacivanje iz Blinka-182
Do ožujka 1996. godine, trio je počeo privlačiti pozornost većih diskografskih kuća kao što su Interscope, MCA i Epitaph. Upornost i iskrenost MCA Recordsa, kao i njihovo obećanje o potpunoj umjetničkoj slobodi, osvojili su sastav. Sastav je počeo naporno raditi na drugom studijskom albumu Dude Ranch tu zimu. Raynor je slomio obje pete i bio je u invalidskim kolicima zbog pijanog štosa; ipak bio je u mogućnosti snimiti bubnjeve za album dok je bio na štakama. Album je izašao to sljedeće ljeto te je sastav ubrzo krenuo na Warped turneju, koju je Raynor opisao kao "jednim od nedvojbeno najboljih iskustava sa sastavom." Kada se glavni singl "Dammit" počeo redovito puštati na radiju KROQ, ostali radiji dodali su singl i na svoje liste rock pjesama. Očajan za pauzom zbog duže turneje, preopterećeni sastav počeo se svađati pa su se napetosti pojačale, koje su se uglavnom centrirale oko Raynora.
Raynor je od najranijih dana sastava namjeravao poći na fakultet, što i je u šali rekao u intervjuu iz 1994. godine: "Ne želim biti 30-godišnjak i još uvijek svirati u punk rock bendu. To mi se čini nekako jezivo." Nedugo nakon objave albuma Dude Ranch, Raynor je počeo razmišljati izvan situacije, gledajući na iskustvo s većom diskografskom kućom kao ništa čemu se nadao. Od potpisivanja za MCA, Raynor je bio sve manje angažiran za sastav, pošto je osjećao da je nudila manje umjetničke slobode, pogotovo u usporedbi s Epitaphom, diskografskom kućom koja se natjecala za sastav te koja je bila Raynorov prvi izbor. "Mislim, bio sam intelektualno uložen, prepoznao sam da je to financijski bio dobar potez. Ali kao što pjesma kaže, 'I Left My Heart in San Francisco'; Ja sam svoje srce ostavio u uredu Epitapha. Nakon tog kompromisa bilo mi je teško nastaviti dalje, a i osjećao sam da se previše traži od mene. Na kraju, u sastavu nisam više mogao djelovati svim srcem. Odstupio sam, fizički sam bio tamo, ali psihički nisam." Napetost je još više porasla u veljači 1998. godine, kada je sastav krenuo na SnoCore turneju, koja je bila opisana kao "zimska inačice Warped turneje." Nastupajući zajedno s Primusom, sastav je uživao u više uspjeha nego ikad prije, ali drama između tria znatno je porasla. Odnosi su dostigli najnižu točku kada se sastav posvađao u Nebraski, nakon kraja SnoCorea. Nakon kraja SnoCorea, sastav je krenuo na malu turneju po zapadnoj obali, najistaknutije u Južnoj Kaliforniji, omiljenom mjestu sastava. Turneja je završila rasprodanim koncertom u Palladiumu u Hollywoodu, mjestu na kojem je sastav oduvijek htio nastupati .
Raynor je nažalost doživio "tragični gubitak" tijekom turneje po zapadnoj obali te je otišao kući, zbog čega je sastav morao pronaći zamjenskog bubnjara: Travisa Barkera, iz ska punk sastava The Aquabats. Barker je naučio sve pjesme na repertoaru u samo 45 minuta prije prvog nastupa. Raynor se vratio za nastup u Hollywood Palladiumu, i tako je sastav postajao sve nemirniji i svađe su postajale sve češće. Kako bi zaboravio osobne probleme, Raynor je počeo žestoko piti i to je počelo utjecati na nastupe sastava. Nakon velike proljetne turneje u Australiji, Hoppus i DeLonge dali su Raynoru ultimatum: prestani piti ili odi na rehabilitaciju. Raynor je pristao na oboje te je obavijestio sastav nakon vikenda promišljenja. Prema Raynoru, izbačen je iz sastava preko telefona, iako je pristao na rehabilitaciju. Unatoč tomu, nije osjećao mržnju prema svojim bivšim kolegama iz sastava, već je i priznao je da su "dobro postupili" izbacivši ga.
Sastav se nakon toga pretvarao kao da se ništa nije ni dogodilo, a u budućim intervjuima je malo govorio o Raynorovom izbačenju. Sastav je kasnije uzeo uzor u Raynorovom izbačenju, pjesma sastava "Man Overboard," govori o njegovoj prekomjernoj konzumaciji alkohola.

### Rad nakon Blinka-182
Nakon izbacivanja iz Blinka-182, Raynor držao se zauzetim u mnogim glazbenim projektima, što uključuje grupu zvanu The Axidentals. Raynor je u grupi svirao gitaru, s kojom je snimio EP i studijski album, koji je ostao neobjavljen nakon što je Vagrant Records pokazao interes za sastav. U vrijeme kada je dogovor sklopljen, Raynor je bio nezadovoljan sa sastavom te ga je napustio; sastav je kasnije objavio album Death on Wednesday kroz Vagrant, 2000. godine. Raynor je također počeo pridonositi humanitarnoj organizaciji StandUp for Kids, koja je pomagala uličnoj i beskućnoj mladeži. Tako je i podučavao glazbu tinejdžerima koji imaju problema sa zakonom, u sklopu programa Street of Dreams.
Raynor je kasnije svirao s grupom Grimby, od 2000. do 2001. godine, s kojima je snimio EP u Doubletime Studios. Snimljen uživo kroz samo jedan dan, Raynor ga je opisao kao "crnu komediju", "bučkuriš Black Sabbatha, Ramonesa, i "Weird Al" Yankovica." U siječnju 2003. godine, glasina se širila internetom o tome da je Raynor ustrijeljen; obratio se stranicama preko e-maila, rekavši da obrate pozornost na StandUp for Kids organizaciju, a ne njega. Raynor ispunio je dugotrajnu ambiciju za suradnju s producentom Nirvane, Jackom Endinom, s kojim je snimio EP sa sastavom The Spazms, 2004. godine.
Od 2017. do lipnja 2018. godine, bio je bubnjar post punk sastava iz Los Angelesa, The Wraith. Ipak, odsvirao je koncert sa sastavom 31. kolovoza 2019. godine te se pojavljuje u službenom glazbenom videu sastava za pjesmu "Wings of Night" Unatoč tomu, nije se vratio kao bubnjar sastava.
Nakon što je napustio The Wraith, Raynor se umirovio od glazbe i postao policajac.

## Diskografija
Blink-182
- Demo 2 (1993.) (demo album)
- Flyswatter (1993.) (demo album)
- Buddha (1994.) (demo album)
- They Came To Conquer... Uranus (1995.) (EP)
- Short Bus (1995.) (split album)
- Cheshire Cat (1995.)
- Wasting Time (1996.) (EP)
- Dude Ranch (1997.)

The Wraith
- Shadow Flag EP (2017.) (EP)

## Vanjske poveznice
- Scott Raynor na IMDb-u
- Scott Raynor na AllMusicu
- Diskografija Scotta Raynora na Discogsu